# Milan Kundera
Milan Kundera (1. dubna 1929 Brno – 11. července 2023 Paříž) byl česko-francouzský spisovatel. Od roku 1975 žil ve Francii, v roce 1979 byl zbaven československého státního občanství, roku 1981 získal občanství francouzské a v roce 2019 mu bylo vráceno občanství české.
Texty psal nejdříve česky, později francouzsky. Do literatury vstoupil jako básník a dramatik, nakonec se ale stal celosvětově známým především jako prozaik a esejista. Jeho texty, zejména Nesnesitelná lehkost bytí, Nesmrtelnost a Žert, se zařadily mezi nejčastěji překládaná česká díla ve světě. Svá pozdější díla ve francouzštině k překladům do češtiny dlouho nesvěřoval, první přeloženou prózou do rodného jazyka se stala až Slavnost bezvýznamnosti v roce 2020, a to překladatelkou Annou Kareninovou.

## Život

### Mládí a 50. léta
Milan Kundera se narodil v Brně, kde žil s rodiči v Purkyňově ulici č. 6. Jeho otcem byl Ludvík Kundera (1891–1971), klavírista a rektor JAMU (v letech 1948–1961), matkou Milada Kunderová, rozená Janošíková (1902 Brno – 1984), kteří uzavřeli sňatek 16. června 1928 v kostele svatého Tomáše v Brně. Jeho bratrancem byl básník Ludvík Kundera. V mládí se Milan Kundera učil hrát na klavír, později studoval také hudební kompozici u Pavla Haase a Václava Kaprála. Jeho první ženou byla Olga Haasová (1937 Brno – 2022 Brno), dcera Pavla Haase, zpěvačka. Zájem o hudbu se prolíná i jeho pozdějším literárním dílem.
Studoval na gymnáziu na tř. Kapitána Jaroše v Brně, kde roku 1948 maturoval. Ve stejném roce začal studovat na Filozofické fakultě UK literární vědu a estetiku, po dvou semestrech však přestoupil na FAMU, kde zprvu studoval filmovou režii a poté scenáristiku u Miloše Václava Kratochvíla. Absolvoval v roce 1953. Po skončení studia začal na FAMU vyučovat světovou literaturu, nejprve jako asistent, od roku 1958 jako odborný asistent (po obhájení práce o Vladislavu Vančurovi) a od roku 1964 již jako docent.
Byl příslušníkem generace, která vstoupila do literárního života brzy po uchopení moci komunisty a od poloviny 50. do počátku 60. let patřil k prominentům oficiální literatury jako mimořádně populární a oficiální kritikou vynášený básník i dramatik. V roce 1948 vstoupil do Komunistické strany Československa (KSČ), po dvou letech však byl vyloučen, spolu s přítelem Janem Trefulkou, když Státní bezpečnost (StB) zachytila jejich korespondenci zesměšňující vysokého stranického funkcionáře Jiřího Hendrycha. Trefulka celý incident popsal v knize Pršelo jim štěstí (1962), Kunderu inspiroval k hlavní zápletce románu Žert (1967). Členství v KSČ mu bylo obnoveno v roce 1956. Ze strany byl znovu vyloučen až po čistkách v roce 1970, které následovaly po sovětské okupaci.
V roce 1956 se Kundera rovněž poprvé oženil, s operetní zpěvačkou Olgou Haasovou, dcerou skladatele a svého učitele Pavla Haase a lékařky ruského původu Soni Jakobsonové, první manželky Romana Jakobsona.

### Aféra kolem zatčení Miroslava Dvořáčka
Jako mladý student Kundera roku 1950 podle policejního záznamu oznámil na Sboru národní bezpečnosti (SNB) západního agenta Miroslava Dvořáčka. Časopis Respekt ve svém čísle z 13. října 2008 přinesl článek Adama Hradilka z Ústavu pro studium totalitních režimů, ve kterém autor uvedl na základě jím objeveného záznamu, že 14. března 1950 se Kundera dostavil na SNB, přičemž měl vypovědět, že si nějaký muž nechal v úschově kufr u jedné Kunderovy spolubydlící ze studentské koleje. Majitel kufru Dvořáček byl poté zatčen a odsouzen k 22 letům vězení, z nichž strávil téměř 14 let v těžkých podmínkách pracovních táborů, převážně v táboře Vojna, kde fáral do uranových dolů. O údajné Kunderově účasti v Dvořáčkově kauze má svědčit také dokument z roku 1952, kde je uvedena jako příklad spolupráce občana s orgány SNB. Sám Kundera označil tato tvrzení za lež a prohlásil, že si nedokáže vysvětlit, jak se jeho jméno do záznamu SNB dostalo. Ústav pro studium totalitních režimů ani manželé Dvořáčkovi však o pravosti materiálů nepochybovali. Markéta Dvořáčková k tomu prohlásila: „Pokud jde o údaje týkající se mého manžela přímo, tedy situací, jichž se sám účastnil a které byly zaznamenány, nenašli jsme v dokumentech nic, co by neodpovídalo skutečnosti.“ Podle literárního historika Zdeňka Pešata Dvořáčka udal Kunderův tehdejší přítel Miroslav Dlask (měl o tom říct Pešatovi), který se o pobytu Miroslava Dvořáčka na studentské koleji dozvěděl od své přítelkyně Ivy Militké, u které Dvořáček plánoval přenocovat. Iva Militká-Dlasková na to reagovala úvahou, že Dlask mohl požádat Kunderu o nějaký zásah. Podle svědectví bývalého kriminalisty Aloise Paška však Kundera mohl být uveden jenom namátkou jako zástupce studentů. Oznámení na policii mohlo být motivováno hledáním pachatele trestných činů skutečně kriminální povahy, který se v té době na studentské koleji také údajně skrýval, takže Miroslav Dvořáček mohl být odhalen náhodně a bez úmyslného zásahu Kundery, což také akcentuje diplomat a politolog Petr Drulák.

### IV. sjezd Svazu čs. spisovatelů a pražské jaro
Roku 1967 se jeho druhou ženou stala tehdejší hlasatelka brněnského studia Československé televize Věra Hrabánková. V 60. letech se postupně stal významným aktérem snah o liberalizaci kulturních poměrů z reformně komunistických pozic. V roce 1967 vystoupil na IV. sjezdu Svazu československých spisovatelů s úvodním referátem Nesamozřejmost existence českého národa. V něm mimo jiné odsoudil pokus zakázat filmy Věry Chytilové a osud české literatury označil za životně závislý na míře duchovní svobody.
Po invazi vojsk Varšavské smlouvy 21. srpna 1968 zahájil Milan Kundera svým článkem Český úděl v  týdeníku Listy diskusi o českém údělu, do které se zapojil Václav Havel v časopise Tvář (č. 2/1968). Diskuse pokračovala i v časopisech Plamen a Host do domu. Kundera tvrdil, že pokus pražského jara skloubit demokracii, lidskost a socialismus byl epochálním historickým aktem, který postavil české země znovu do středu dějin, podobně jako se to podařilo ve středověku husitům. Havel oponoval, že jde o sebestřednou megalomanii, neboť Češi se během pražského jara pouze pokusili získat trochu toho, co v západní Evropě dávno mají, a o nic víc během tohoto procesu nešlo.
Vztahy Kundery a Havla byly od té doby natrvalo napjaté a toto napětí se přeneslo i do vztahu celého normalizačního disentu (Charta 77 apod.) a Kundery v době, kdy byl v emigraci. Kundera se v emigraci až na ojedinělou výjimku (esej Únos Západu aneb tragédie střední Evropy v exilovém časopise 150 000 slov) k politickým otázkám přímo nevyjadřoval, ale právě to budilo u disidentů nevrlost. Byla znát například z reakcí literárního kritika Milana Jungmanna na Kunderův román Nesnesitelná lehkost bytí, v němž Jungmann viděl i útok na disent a jeho snahu bojovat za jisté ideje. Václav Havel již jako prezident udělil po sametové revoluci Kunderovi státní vyznamenání. Kundera ho sice přijal, ale na ceremoniál poslal pouze svou ženu, z čehož se dalo usuzovat, že jistý distanc stále přetrvává.
Potvrdila ho Kunderova žena Věra v rozhovoru pro časopis Host v roce 2019, kde vztah Kundery a disentu popsala jako vyloženě dramatický a oboustranně nepřátelský. Na otázku, proč se po revoluci nevrátil Kundera do vlasti, odpověděla: „kvůli disidentům, kteří se dostali k moci a kteří nás nenáviděli“. A poté upřesnila: „To začalo v roce 1976. Rok po naší emigraci, kdy si nás pozval Pavel Tigrid a u oběda řekl: 'Pane Kundero, nepleťte se do politiky.' My jsme na něj koukali vykuleně, proč to říká, protože Milan žádné politické ambice neměl. On chtěl jenom psát. Teprve později jsme pochopili, co za tím bylo. Američani, kteří byli napojeni na Tigrida, vybrali jako vůdce protikomunistické opozice Havla a měli obavy, že Milan, který byl v zahraničí tehdy mnohem známější, by chtěl být sám v čele politické opozice. Ale to jsme tehdy nevěděli. To nám došlo až později, když jsme viděli, jak se disidenti snažili Milana pošpinit, jak na něj útočili a uráželi ho. (...) A nenávist vůči němu zůstávala i po Listopadu.“ V rozhovoru rovněž naznačila, že Kundera neopustil, jako mnozí jiní, „osmašedesátnické“ pozice. „Byla velká chyba, že se nenavázalo na pražské jaro. (...) Tehdy se skutečně odehrávalo něco výjimečného. A byla největší chyba, kterou udělali disidenti, že to chtěli vymazat. To je důvod, proč všechno potom šlo tak blbě. (...) Dopustili jste, aby šedesátá léta takto amputovali z dějin a zničili,“ uvedla.

### Život v emigraci
V roce 1969 byla Kunderova žena Věra propuštěna ze zaměstnání v Československé televizi, za rok nato byl z FAMU vyhozen i Kundera sám. Ztratil také jakoukoli možnost publikovat. Po jistém váhání se rozhodl vyřešit bezvýchodnou situaci emigrací. Od roku 1975 žil ve Francii, kde zprvu vyučoval na univerzitě v Rennes a později na École des hautes études en sciences sociales (Vysoké škole sociálních věd) v Paříži, kde nakonec založil nový obor „Kultura střední Evropy“. Po vydání románu Kniha smíchu a zapomnění (vyšel ve francouzském překladu) mu bylo v roce 1979 odebráno československé státní občanství. V roce 1981 získal občanství francouzské. Od poloviny 80. let přestal poskytovat rozhovory pro média, přestal vystupovat na veřejnosti a začal si velmi přísně střežit své soukromí.
Po revoluci roku 1989 se do vlasti nevrátil, udržoval nicméně kontakty s okruhem přátel, zvláště v Brně. Podle svědectví z roku 2010 navštívil svou původní vlast naposledy potají v roce 2000. Ačkoli umožňoval překlady svých děl napsaných ve francouzštině do jiných jazyků a pouze je revidoval, jejich české překlady téměř neumožňoval a odmítal práci na nich svěřit jiným překladatelům. Tvrdil, že do mateřského jazyka je přeloží sám. Tento přístup změnil až v pozdních letech života, kdy podle manželky Věry pochopil, že mu již nezbývá na vlastní překlad sil. Jeho důvěru si získala překladatelka Anna Kareninová, jejímž prvním uveřejněným překladem Kunderova francouzsky psaného textu se v roce 2020 stala Slavnost bezvýznamnosti. Ve Francii Kundera publikoval výhradně v nakladatelství Gallimard. Před listopadem 1989 publikoval české texty v torontském exilovém nakladatelství Sixty-Eight Publishers manželů Škvoreckých, po listopadu 1989 své dílo svěřil brněnskému nakladatelství Atlantis.
V roce 2008 publikoval týdeník Respekt článek, ve kterém obvinil Kunderu z udání amerického agenta v 50. letech. Podle Kunderovy manželky Věry aféra Kunderu těžce zasáhla a podlomila mu zdraví. Otevřený dopis na jeho podporu, který zformuloval John Maxwell Coetzee, poté podepsala skupina světově proslulých spisovatelů. Byli to mj. Gabriel García Márquez, Nadine Gordimerová, Orhan Pamuk, Salman Rushdie, Carlos Fuentes, Philip Roth a Jorge Semprún. Mezi signatáři byli čtyři nositelé Nobelovy ceny za literaturu. „Není to nic jiného než snaha pošpinit pověst jednoho z našich největších žijících romanopisců z důvodů, které jsou, přinejmenším, pochybné,“ uvedli signatáři dopisu.
Sám Kundera naopak v roce 2009 podepsal prohlášení na podporu režiséra Romana Polańského, který byl zadržen ve Švýcarsku kvůli starému případu zneužití nezletilé dívky.
Milan Kundera bývá pravidelně zmiňován jako jeden z kandidátů na Nobelovu cenu za literaturu. Známý francouzský filozof Alain Finkielkraut v roce 2019 prohlásil, že Kundera tuto cenu nedostal a nikdy nedostane kvůli tlaku feministické lobby. „Ve druhé polovině 20. století máme dva světové spisovatele, Milana Kunderu a Philipa Rotha. A protože některé feministky je obviňují ze sexismu, kvůli tomu dva největší spisovatelé nedostali největší literární cenu,“ uvedl Finkielkraut na pražském veletrhu Svět knihy roku 2019.
V listopadu 2019 získal Milan Kundera po 40 letech opět české občanství. Potvrzení o nabytí občanství mu předal 28. listopadu 2019 v Paříži Petr Drulák, velvyslanec ČR ve Francii. Impulsem k urovnání vztahů mezi světoznámým spisovatelem a Českou republikou se stalo předchozí setkání Milana Kundery s českým premiérem Andrejem Babišem během jeho návštěvy Francie v roce 2018. Podle Druláka bylo pro rozhodnutí spisovatele a jeho manželky Věry Kunderové opět přijmout české občanství také prospěšné, že si Česko důstojně připomnělo jeho devadesátiny. To „pomohlo zmírnit staré rány z minulosti. Zjistili, že nevraživosti vůči nim, které někde přetrvávají, nejsou ve společnosti dominantní.“ Dokument o nabytí českého státního občanství předal velvyslanec Drulák Kunderovi v jeho pařížském bytě.
V roce 2020 Kundera věnoval svou knihovnu s rozsáhlým archivem Moravské zemské knihovně v Brně. Dne 1. dubna 2023, v den Kunderových 94. narozenin, byla v Moravské zemské knihovně slavnostně otevřena Knihovna Milana Kundery s více než 3000 autorskými publikacemi, archivem recepce jeho tvorby v podobě kritik a část listinného archivu Kunderovy korespondence.

### Smrt
Milan Kundera zemřel v Paříži dne 11. července 2023 po dlouhé nemoci ve věku 94 let. Obě komory Parlamentu České republiky a Evropský parlament jeho památku uctily minutou ticha. Jeho manželka Věra se rozhodla ponechat si urnu s jeho ostatky doma. Zároveň oslovila město Brno, jehož radní souhlasili s uložením Kunderových ostatků do posledního volného hrobu v čestném kruhu tamního Ústředního hřbitova. Urna tam měla být uložena podle přání Věry Kunderové až po její smrti. Věra Kunderová zemřela v září 2024. V říjnu 2024 brněnští radní schválili přípravu výtvarné soutěže na náhrobek Milana Kundery a jeho manželky. Jejich ostatky byly 20. ledna 2025 převezeny z Francie do Brna, kde byly do dokončení hrobu uloženy v Moravské zemské knihovně. Architektonicko-výtvarná soutěž na náhrobek byla vyhlášena v únoru 2025. V červenci 2025 soutěžní porota vybrala z 39 přihlášek jako vítězný návrh rakouského architekta Johannesa Paara, což v témže měsíci potvrdili i brněnští radní. Soutěžní podmínky stanovily lhůtu dokončení vybraného návrhu do 10. července 2026 za maximální cenu 1,25 milionu korun.

## Dílo

### Literární začátky
| „Spisovatel, který píše svůj první román, není obvykle veden promyšlenou osobní estetikou. Jeho způsob psaní je ještě mnohem spontánnější a naivnější, než jaký bude později. Dívám-li se zpět na Žert, nacházím v něm však v jádru již všechno, o co jsem usiloval ve svých pozdějších románech.“ |
| Milan Kundera, 1984 |

Do literatury vstoupil Kundera v roce 1945 překladem básní Vladimíra Majakovského, který udělal spolu s bratrancem Ludvíkem Kunderou a publikoval v časopisech Pochod a Čin. První vlastní báseň publikoval rok poté, v časopise Mladé archy. Tyto první verše byly ovlivněny surrealismem. V 50. letech však od avantgardní inspirace ustoupil pod tlakem dobových požadavků a měřítek. K oficiálně vyžadovanému socialistickému realismu lze řadit první Kunderovu sbírku Člověk zahrada širá (1953) a básnickou skladbu o Juliu Fučíkovi Poslední máj (1955). V roce 1957 vydal druhou sbírku Monology. Ta se zabývala vztahem muže a ženy a byla již analytičtější. Cesta k analytičtějšímu přístupu vyvrcholila u Kundery v 60. letech a vedla nakonec i k opuštění poezie vůbec. Obrátil se k dramatu. Vstoupil do něj hrou Majitelé klíčů (1962), v níž konfrontoval svět odbojářů a maloměšťáků. V roce 1968 přidal grotesku Ptákovina. Tehdy se však již začal prosazovat jako prozaik. A právě svou prózou nakonec vstoupil do světové literatury.

### Tvorba v Československu
Do prózy vstoupil souborem povídek o vztazích mužů a žen Směšné lásky (1963), u nichž dle vlastních slov odpočíval při psaní Majitelů klíčů. Povídky již obsahují základní rysy pozdějších Kunderových děl: iluze nepomíjivosti, kterými člověk klame sám sebe, lidská identita a její křehkost, motiv nevydařených her, jež se člověku vymykají z rukou atp. Druhý díl (neboli sešit, jak se uvádí v podtitulu) Směšných lásek vydal v roce 1965, třetí v roce 1968. Dvě povídky ze souboru, Nikdo se nebude smát a Já, truchlivý bůh, byly v 60. letech v Československu zfilmovány. Scénář prvého filmu napsal Pavel Juráček, režíroval ho Hynek Bočan. Scénář druhého připravil sám spisovatel, režie se ujal Antonín Kachlík.
V roce 1967 Kundera vydal román, který z něj okamžitě učinil jednoho z předních představitelů české literární scény – Žert. Ten se jednak vyrovnával s traumatem zločinů 50. let, jednak s trpkou ironií zobrazoval i kulturní lídry let šedesátých, vesměs bývalé stalinistické básníky, kteří náhle konvertovali k existencialismu a jiným dobovým intelektuálním módám (hlavní negativní postava Žertu Pavel Zemánek podle většiny interpretů odkazuje k Pavlu Kohoutovi, ale může jít docela dobře i o Kunderu samotného, zobrazeného se zničující sebeironií).[zdroj?] Vedle politické roviny byla výrazně recipována i samotná forma, kterou Kundera zvolil. Kromě hlavního příběhu totiž do románu zapracoval i rozsáhlý esej o folklóru. Tuto metodu již nikdy neopustil a i díky tomu je často řazen k představitelům literární postmoderny, po bok například Umberta Eca. I on do řady svých textů integruje nějakou „encyklopedii“ či filozofický esej. Žert uspěl i v zahraničí a otevřel autorovi cestu do světa. Ve Francii vyšel román roku 1968 s předmluvou Louise Aragona, v níž slavný komunistický básník odsuzoval sovětskou invazi do Československa. V roce 1999 čtenáři francouzského deníku Le Monde zařadili tento román mezi 100 nejdůležitějších knih 20. století. Filmové zpracování románu z dílny režiséra Jaromila Jireše z roku 1968 se stalo významným dílem československé nové vlny. Kundera se sám podílel na scénáři a film dodnes označuje za nejlepší adaptaci svého díla vůbec. Kundera novou vlnu ovlivnil i jako pedagog na FAMU. K jeho žákům zde patřila i později slavná polská filmařka Agnieszka Holland (která dlouho usilovala o zfilmování jeho románu Valčík na rozloučenou a Kundera ji též marně prosazoval jako režisérku americké adaptace Nesnesitelné lehkosti bytí).
Po sovětské invazi v roce 1968 Kundera ztratil možnost publikovat. V roce 1970 ještě vyšly Směšné lásky v jednosvazkovém vydání, dále však vycházely Kunderovy knihy pouze v zahraničí, což zahrnovalo i česká vydání v torontském exilovém nakladatelství Sixty-Eight Publishers manželů Škvoreckých.
Svých raných děl se později dokonce zřekl a odmítl ji zařadit do svého „autorizovaného díla“, nedovoloval jejich pozdější vydávání. Toto se vztahovalo na všechna díla do roku 1969 včetně s výjimkou románu Žert.

### Tvorba v zahraničí
V roce 1975 Milan Kundera emigroval. Než se rozhodl pro exil ve Francii, napsal však doma dva další romány. Život je jinde (1969) znovu účtuje s 50. lety, ale v mnohem obecnější rovině. Kundera zde analyzuje téma lyrismu a jeho vztah k násilí a totalitě. Valčík na rozloučenou (1972) nese rysy grotesky s tragickými aspekty. Autor v ní dává též hořké poslední sbohem své vlasti a její malosti (hlavní hrdina se v knize rozhodne pro emigraci a sám Kundera text dopisoval již ve Francii).
Další dva romány napsal Kundera ještě česky, teprve poté došlo k jejich překladu do francouzštiny. Kniha smíchu a zapomnění (1978) opět kriticky účtuje s domovinou, a to zejména prostřednictvím postav Gustáva Husáka („prezidenta zapomnění“) a Karla Gotta („idiota hudby“). (V českém vydání z roku 2017 v nakladatelství Atlantis Kundera ovšem tyto jízlivé pasáže vypustil). Současně je ale text plný filozofických úvah, například dělí smích na andělský (všeobjímající, přitakávající světu, který dokáže využívat totality všeho druhu) a ďábelský (ironický, zpochybňující, který vždy podvrací a oživuje) – jde o variaci na základní téma lyrismu otevřené již v románu Život je jinde. Esencí ďábelského smíchu v kultuře má být podle Kundery román. Knihu smíchu a zapomnění zařadil v roce 2003 britský deník Guardian mezi 100 nejvýznamnějších románů všech dob.
Schéma autor znovu obměnil v Nesnesitelné lehkosti bytí. Polaritu realismus-lyrismus, respektive andělský-ďábelský smích zastupuje polarita lehkosti a idealismu, který je dle Kundery vždy jen zastřenou touhou po smrti. Z hlediska recepce zaujme, že román odmítla i disidentská kritika v Československu (zejm. Milan Jungmann ve stati Kunderovské paradoxy v časopise Obsah), která v ní viděla i útok na sebe, neboť i disidenti často věřili v ideály a nasazovali se pro ně. Nesnesitelná lehkost bytí vyšla v listopadu 1984 a z Kundery udělala hvězdu světové literatury – k roku 2021 byl román přeložen do 44 jazyků. Tento román byl v roce 1988 i zfilmován v americké produkci Saula Zaentze, Kundera však filmovou verzi podrobil kritice a od té doby svá díla nedovoluje adaptovat pro film. Zákaz filmového a televizního zpracování je explicitně uveden i v úvodu všech jeho knih.
Právě když se otevírala možnost autorova návratu do české kultury i vlasti (perestrojka, sametová revoluce), Kundera se rozhodl, že musí češtinu i českou tematiku definitivně opustit. Román Nesmrtelnost (1988) byl posledním titulem, který napsal česky (ačkoliv vyšel nejprve ve francouzštině v překladu Petra Kussiho, který ho překládal přímo z Kunderova rukopisu). Současně jde ale o první román, v němž se česká tematika neobjevuje. A opětovně s románem slavil úspěch. Kundera tentokrát obrátil svou pozornost k Západu a začal analyzovat jeho stinné stránky (dosud se západní čtenář mohl domnívat, že koneckonců mluví hlavně o totalitě za železnou oponou). Za pomoci pojmů jako „imagologie“ (moc obrazů, která na Západě nahradila moc ideologií, je však stejně manipulující a ničivá) Kundera vystoupal na svůj románový i filozofický vrchol.[zdroj?]
V dalších románech znovu varioval některá svá základní témata. Ke skepsi, ďábelskému smíchu, lehkosti a románu přidal ve stejnojmenném románu motiv pomalosti - La lenteur (tj. Pomalost, 1995). V L'Identité (Totožnost, 1998) se vrátil ke svému starému tématu křehkosti identity, jehož naléhavost zesílily nové komunikační technologie (např. anonymita na internetu). Jeho posledními texty jsou L'Ignorance (Nevědění, 2000) a La Fête de l'insignifiance (Slavnost bezvýznamnosti, 2013). Časopis A2 zařadil tuto knihu v roce 2020 do českého literárního kánonu po roce 1989, tedy do výběru nejdůležitějších českých knih v období třiceti let od sametové revoluce.
Krom románů vydal i několik knih esejů, nejslavnější z nich je Umění románu z roku 1960.

### Poezie
- Člověk, zahrada širá (1953)
- Poslední máj (1955) – oslava Julia Fučíka
- Monology (1957)

### Divadelní hry
- Majitelé klíčů (1962) – premiéra 29. 4. 1962[66]
- Ptákovina (1966) – rozmnoženo 1968, premiéra 1969, existuje také pod názvem Dvě uši dvě svatby[66]
- Jakub a jeho pán: Pocta Denisu Diderotovi (1971) – dokončena 1971, premiéra 1975 pod jménem Evalda Schorma, česky tiskem 1992[66]
  - V roce 1996 provedeno v Českém rozhlasu jako rozhlasová hra. Rozhlasová úprava a režie Milan Lasica, hudební improvizace Günter Kočí, dramaturgie Tomáš Sedláček. Hráli: Július Satinský, Milan Lasica, Alena Ambrová, Vladimír Javorský, Pavel Zatloukal, Václav Svoboda, Jiří Pecha, Gabriela Ježková, Dita Kaplanová, Ladislav Suchánek, Světlana Sedláčková a Miloš Kalenda.[67]

### Romány a povídky
Jde o romány, s výjimkou Směšných lásek, které tvoří tři soubory povídek.
- Žert (1967)
- Směšné lásky (1970, druhé vydání 2007), vyřazeny povídky Já truchlivý Bůh, Sestřičko mých sestřiček a Zvěstovatel. Původně:
  - Směšné lásky: tři melancholické anekdoty (1963) (Já truchlivý Bůh, Sestřičko mých sestřiček, Nikdo se nebude smát)
  - Druhý sešit směšných lásek (1965) (Zlaté jablko věčné touhy, Zvěstovatel, Falešný autostop)
  - Třetí sešit směšných lásek (1969) (Symposion, Ať ustoupí staří mrtví mladým mrtvým, Eduard a Bůh, Doktor Havel po dvaceti letech)
- Život je jinde (1969); francouzsky poprvé vydáno 1973, česky poprvé vydáno 1979
- Valčík na rozloučenou (1972); francouzsky poprvé vydáno 1976, česky poprvé vydáno 1979
- Kniha smíchu a zapomnění (1978); francouzsky poprvé vydáno 1979, česky poprvé vydáno 1981
- Nesnesitelná lehkost bytí (1984); francouzsky poprvé vydáno 1984, česky poprvé vydáno 1985
- Nesmrtelnost (1988); francouzsky poprvé vydáno 1990, česky poprvé vydáno 1993, poslední psaný česky
- La lenteur (Pomalost, 1993); francouzsky poprvé vydáno 1995, česky nevyšlo, první psaný francouzsky
- L'Identité (Totožnost, 1995); francouzsky poprvé vydáno 1998, česky poprvé vydáno 2024 v překladu Anny Kareninové (v roce 2006 byl na internetu nelegálně zveřejněn překlad románu, jeho autor byl označen značkou C. D. B.[68][69])
- L'Ignorance (Nevědění, 2000); španělsky poprvé vydáno 2000, francouzsky poprvé vydáno 2003, česky poprvé vydáno 2021 v překladu Anny Kareninové
- La Fête de l'insignifiance (Slavnost bezvýznamnosti, 2013); italsky poprvé vydáno 2013, francouzsky poprvé vydáno 2014, česky poprvé vydáno 2020 v překladu Anny Kareninové

### Eseje
- O sporech dědických (1955)
- Umění románu: Cesta Vladislava Vančury za velkou epikou (1960)
- Český úděl (1968)
- Radikalismus a exhibicionismus (1969)
- Un Occident kidnappé (1983, česky vyšlo poprvé 2023 (překlad Anna Kareninová) jako Unesený Západ aneb Tragédie střední Evropy v souboru Unesený Západ společně s textem Nesamozřejmost národa – Kunderovým projevem na sjezdu Svazu československých spisovatelů v roce 1967)
- L'art du Roman (Umění románu) (1986)
- Les testaments trahis (Zrazené testamenty) (1992)
- D'en bas tu humeras des roses (kniha ve francouzštině, ilustrovaná Ernestem Breleuerem) (1993)
- Můj Janáček (1991–2004)
- Zneuznávané dědictví Cervantesovo (2005)
- Le Rideau (Opona) (2005)
- Kastrující stín svatého Garty (český překlad části Les testaments trahis) (2006)
- Nechovejte se tu jako doma, příteli (2006)
- Na minimální ploše maximum různosti (2008)
- Une rencontre (Setkání) (2009)
- Slova, pojmy, situace (2014)
- Zahradou těch, které mám rád (2014)
- O hudbě a románu (2014)

### Filmové adaptace
- Nikdo se nebude smát (1965, režie Hynek Bočan)
- Žert (1968, režie Jaromil Jireš)
- Já, truchlivý bůh (1969, režie Antonín Kachlík)
- Nesnesitelná lehkost bytí (1988, režie Philip Kaufman)

## Ocenění
- 1963 – Státní cena Klementa Gottwalda za drama Majitelé klíčů[70][71]
- 1968 – Cena Svazu československých spisovatelů[72]
- 1973 – Prix Médicis – nejlepší zahraniční román za román Život je jinde[72]
- 1978 – Premio Mondello za román Valčík na rozloučenou[72]
- 1981 – American Common Wealth Award za Knihu smíchu a zapomnění[72]
- 1985 – The Jerusalem Prize for the Freedom of the Individual in Society[72]
- 1987 – Rakouská státní cena za evropskou literaturu[pozn. 3][72]
- 1987 – Cena Nelly Sachsové[72]
- 1987 – Cena kritiků Francouzské akademie za esej Umění románu[72]
- 1990 – Řád čestné legie
- 1991 – Cena britského deníku The Independent (Independent Foreign Fiction Award) za Nesmrtelnost[72]
- 1992 – Cena Vilenice (Slovinsko)[72]
- 1993 – novinářská cena Prix Aujourd'hui za Les testaments trahis[72]
- 1994 – Cena Jaroslava Seiferta za román Nesmrtelnost[pozn. 4][72]
- 1995 – Medaile Za zásluhy – I. stupeň[72]
- 1997 – Cena křepelek
- 2000 – Herderova cena
- 2004 – Cena města Brna v oblasti literární činnost[73]
- 2001 – Velká cena Francouzské akademie za celoživotní dílo
- 2007 – Státní cena za literaturu za román Nesnesitelná lehkost bytí s přihlédnutím k dosavadní prozaické a esejistické tvorbě[74]
- 2009 – Světová cena Nadace Simone a Cino del Duca za celoživotní dílo[75]
- 2010 – čestné občanství města Brna za celoživotní dílo a jako brněnský rodák[76]
- 2020 – Cena Franze Kafky[77]